# Divided Ground: Middle East Conflict
Divided Ground: Middle East Conflict est un jeu vidéo de type wargame publié par TalonSoft en 2001 sur PC. Le jeu simule différents affrontements du conflit israélo-arabe entre 1948 et 1973 : la Guerre israélo-arabe de 1948, la crise du canal de Suez de 1956, la Guerre des Six Jours de 1967 et la Guerre du Kippour en 1973. Il utilise le même moteur de jeu que les précédents titres de la série Campaign de TalonSoft, incluant Front de l'Est (1997), Front de l'Ouest (1998) et Rising Sun (2000).

## Accueil
| Middle East Conflict  |      |       |
| Média                 | Pays | Notes |
| Computer Gaming World | US   | 1.5/5 |
| GameSpot              | US   | 62 %  |
| IGN                   | US   | 6/10  |